# U mě dobrý
U mě dobrý je filmová komedie z roku 2008 na motivy povídek Petra Šabacha podle scénáře Petra Jarchovského, kterou natočil Jan Hřebejk. Titulní píseň "Všechno odnesl proud" k filmu nazpíval Ivan Hlas a Kateřina Svobodová.

## Herecké obsazení
- Boleslav Polívka – Mrklas alias Pan třída, bývalý kouzelník
- Jiří Schmitzer – Tonda, majitel hospody a bývalý disident
- Mario Kubaš – Tondův syn Jáchym
- Lenka Vlasáková – Andula
- Josef Somr – Balun
- Miroslav Vladyka – Kája
- Vladimír Javorský – Pepé
- Petr Forman – Láďa, „jeseter“
- Dalibor Vinklát – Franta
- Simona Babčáková – Jitka, Kájova manželka
- Boris Hybner – člen gangu skořápkářů
- Jakub Kohák – člen gangu skořápkářů
- Petr Kasnar - Kouzelníkovy ruce, učil Bolka Polívku kouzelnické triky

## Děj
Filmová komedie se odehrává v devadesátých letech v přístavní hospodě na pražském Libeňském ostrově. Právě tam tráví většinu času u desetníčkového mariáše šestice přátel, kteří si žijí své relativně skromné a poklidné životy. Jejich celkem poklidný a bezstarostný život jim naruší až zpráva o podvedeném příteli Kájovi. Kája si chytře přivydělával po práci jako falešný kominík. Měl vytipované svatby a vždy se jakoby náhodou objevil poblíž. Svatebčané jej okamžitě zvali na společné focení, aby měli ženich s nevěstou štěstí do budoucna. Za to mu vždy přistály do kapsy nějaké bankovky. Jednoho dne získanými penězi mile překvapí svou manželku, která ho podezírala z nevěry. Slíbí jí cestu k moři. Záhy nato však s vidinou snadné výhry všechny peníze (více než 30 000 Kčs) prohraje ve skořápkách.
Dobří kamarádi ale Karla nenechají na holičkách a rozhodnou se, že vymyslí plán, jak prohrané peníze získat zpátky. Mozkem party je Mrklas alias Pan třída, bývalý varietní kouzelník. „Záchranný tým“ se s pomocí finty přesune přímo do Vysočanské tržnice, která je domovem zlodějů, pašeráků a podobných vyvrhelů společnosti. Hrdinové čelí značnému nebezpečí prozrazení, při kterém musí taktizovat a improvizovat, aby vůbec přelstili gang podvodníků. Poslouží jim k tomu všelijaké převleky a rekvizity. Nakonec si po úspěšném provedení celé akce uvědomí, jak je jejich přátelství důležité a pevné.